# Jos van Hövell

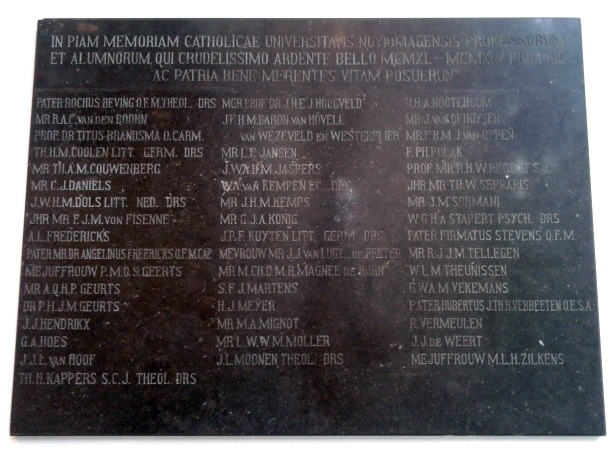
Gedenktafel in der Aula der Universität Nijmegen mit dem Namen von Jos van Hövell

Jozef „Jos“ Felix Henri Marie Baron van Hövell van Wezeveld en Westerflier (* 12. Januar 1919 in Maastricht; † 3. Januar 1945 im KZ Neuengamme) war ein niederländischer Widerständler gegen die deutsche Besatzung während des Zweiten Weltkriegs. Er war einer der Anführer des Studentenwiderstands in Nijmegen und landesweit.

## Biographie
Jos van Hövell entstammte der katholischen, niederländisch-deutschen Adelsfamilie Hövell tot Westerflier. Sein Vater war Eduard Otto Joseph Maria van Hövell tot Westerflier, der unter anderem von 1918 bis 1936 Gouverneur von Limburg war. Seine Mutter war Marie Cornélie Aimée Baroness Schimmelpenninck van der Oye, die ebenfalls aus einer alten Adelsfamilie kam. Jos war das sechste von zehn Kindern aus ihrer Ehe. Die ersten 16 Jahre seines Lebens verbrachte er im Gouvernement, dem Sitz des Gouverneurs (heute ein Gebäude er Universität Maastricht). 1936 starb sein Vater, und die Familie zog in das Huis de Torentjes. Aufgrund der schwierigen Familiensituation nach dem Tode des Vaters musste van Hövell eine Klasse in der Schule wiederholen.
Nach Abschluss der Schule leistete van Hövell seinen Wehrdienst bei der Niederländischen Luftwaffe ab hatte. Am 4. Mai 1940 war er Augenzeuge der Bombardierung von Rotterdam durch die Deutschen, die über 800 Menschen das Leben kostete und zur Kapitulation des Landes führte. Damit endete sein Wehrdienst, und er nahm ein Jura-Studium an der Katholieke Universiteit Nijmegen auf, die sein Vater mitbegründet hatte.
1942 wurde er Präsident der Studentenvereinigung Carolus Magnus, die von der deutschen Besatzungsmacht verboten wurde, auch weil die Studenten sich geweigert hatten, ein Schild mit der Aufschrift „Für Juden verboten“ anzubringen. Von Zeitzeugen wurde der großgewachsene junge Mann später als „besonnen“ und „reif“ beschrieben, von großer Ausstrahlung und natürlicher Autorität. Seine Schwester Aimée schilderte, dass van Hövell keinen Wert auf seinen Namen und seine vielen Vornamen gelegt und deshalb nur „Jos“ genannt werden wollte. Um zu zeigen, dass er sich nicht als etwas Besseres fühlte, trug er häufig Holzschuhe, weshalb er prompt baron op klompen genannt wurde.
Am 13. März 1943 forderten die deutschen Behörden alle niederländischen Studenten auf, bis zum 4. April eine Loyalitätserklärung zur Besatzungsmacht zu unterschreiben. Im Falle der Weigerung drohte den die betreffenden Studenten die Exmatrikulation sowie möglicherweise die Einweisung in ein Konzentrationslager zum Arbeitseinsatz in Deutschland. Die Widerstandsarbeit von van Hövell und seinen Kommilitonen hatte zum Resultat, dass nur 0,1 Prozent der Studenten in Nijmegen diese Erklärung unterzeichneten. Daraufhin wurde die Universität von den Deutschen geschlossen, und van Höevell ging in den Untergrund.
Van Hövell nahm an Versammlungen des Raad van Negen teil, der den Studentenwiderstand von neun niederländischen Universitäten koordinierte. Auch beteiligte er sich an der Verteilung der protestantischen Untergrundzeitung Trouw und gehörte zu den Mitbegründern des Nationaal Comité van het Verzet. Einer seiner Freunde war Toon Fredericks, der am 3. Mai 1943 von den Deutschen hingerichtet wurde.
In der Nacht vom 27. auf den 28. März 1944 wurde Jos van Hövell in Den Haag im Hause seines Freundes Frans van Fisenne gemeinsam mit diesem verhaftet, zunächst im Oranjehotel gefangen gehalten und nach drei Monaten ins KZ Herzogenbusch (Kamp Vught) gebracht. Im September 1944 wurde er über Sachsenhausen in das KZ Neuengamme deportiert, wo er schwere Zwangsarbeit verrichten musste. Er starb am 3. Januar 1945 im Alter von 25 Jahren an Entkräftung.

## Ehrungen
Am 9. Mai 1946 wurde Jos van Hövell postum mit dem Verzetskruis ausgezeichnet. Auf einer Tafel zum Gedenken der Toten im Zweiten Weltkrieg in der Aula der Universität Nijmegen ist sein Name aufgeführt, ebenso findet sich sein Name auf einer Tafel an seiner ehemaligen Schule in Maastricht, dem früheren Veldeke College.